# Grądy w Czerniejewie
Grądy w Czerniejewie este o arie protejată (sit de importanță comunitară — SCI) din Polonia întinsă pe o suprafață de 1.212,87 ha, integral pe uscat.

## Localizare
Centrul sitului Grądy w Czerniejewie este situat la coordonatele 52°27′15″N 17°28′01″E / 52.4541°N 17.4669°E.

## Înființare
Situl Grądy w Czerniejewie a fost declarat sit de importanță comunitară în octombrie 2009 pentru a proteja 3 specii de animale.

## Biodiversitate
Situată în ecoregiunea continentală, aria protejată conține 5 habitate naturale: Fânețe de joasă altitudine (Alopecurus pratensis, Sanguisorba officinalis), Păduri de stejar și carpen Galio-Carpinetum, Păduri acidofile de stejar bătrân cu Quercus robur pe câmpii nisipoase, Păduri aluvionare cu Alnus glutinosa și Fraxinus excelsior (Alno-Padion, Alnion incanae, Salicion albae), Păduri mixte riverane de Quercus robur, Ulmus laevis și Ulmus minor, Fraxinus excelsior sau Fraxinus angustifolia, de-a lungul marilor râuri (Ulmenion minoris).
La baza desemnării sitului se află mai multe specii protejate:
- amfibieni (1): buhai de baltă cu burta roșie (Bombina bombina)
- mamifere (1): castor (Castor fiber)
- nevertebrate (1): Osmoderma eremita